# Daniel Tamayo
Daniel Tamayo fue un militar mexicano con idealismo villista que participó en la Revolución mexicana. Nació en Palmitos, Rodeo, Durango.Se incorporó a la División del Norte comandada por el general Francisco Villa. Formó parte de su escolta de "Dorados", participando en múltiples acciones de armas. Murió durante la emboscada tendida a Francisco Villa en Parral, Chihuahua, mientras conducía el automóvil ametrallado, el 20 de julio de 1923, recibiendo 13 balazos.